# مغامرة الرجل الأحدب
مغامرة الرجل الأحدب، بالإنجليزية The Adventure of the Crooked Man، واحدة من 56 قصة لشرلوك هولمز من تأليف ارثر كونان دويل، نشرت لأول مرة بشكل منفرد في مجلة الستراند في يوليو 1893، قبل أن يعاد نشرها مجمعة مع باقي قصص سلسلة مذكرات شرلوك هولمز.وضعها كونان دويل في المرتبة 15 في قائمته التي تضم أفضل 19 قصة لشرلوك هولمز.

## ملخص القصة
يذهب هولمز في إحدى الامسيات إلى منزل الدكتور واطسون ويخبره انه يعمل على قضية جديدة، حيث كلفه مورفاي، قائد عسكري للتحقيق حول الوفاة الغريبة للكولونيل جايمس باركلاي، هذا الاخير كان متزوجا بنانسي ديفوي، وقد كان زواجهما في نظر الناس يعد زواجا سعيدا ومثاليا، لكن في إحدى الأيام، تم ايجاد باركلاي ميتا.يشهد الخدم بأنهم سمعوا شجارا بين الكولونيل وزوجته، وتزداد الشكوك حولها خاصة أنه تم ايجادها في نفس الغرفة التي وجدت فيها جثة زوجها.

## الترجمة العربية
مغامرة الرجل الأحدب، دار الأجيال للترجمة والنشر.

## روابط خارجية
- نص القصة كاملا على ويكي مصدر (باللغة الإنجليزية).
- قراءة القصة مجانا مرفقة بالرسوماتت الأصلية (باللغة الإنجليزية).